# فرانك جيبني
فرانك جيبني (بالإنجليزية: Frank Gibney)‏‏ (21 سبتمبر 1924 - 9 أبريل 2006 ) ضابط، ومؤرخ، وصحفي من الولايات المتحدة.